# Batalha de Okhtyrka

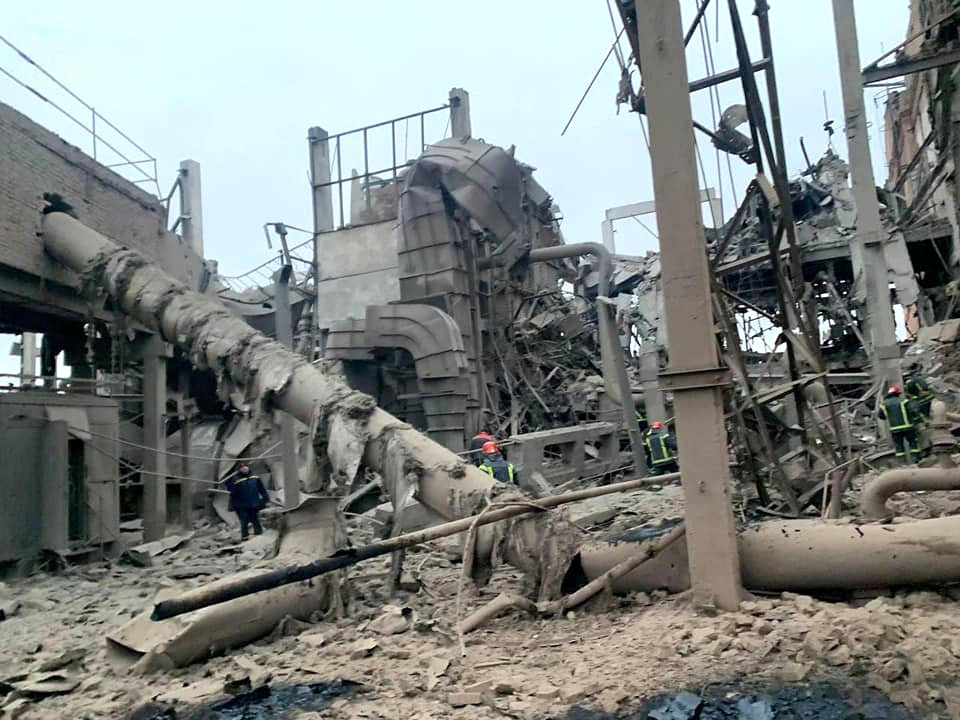
Destruição numa usina de força em Okhtyrka após bombardeio russo, em 4 de março de 2022.

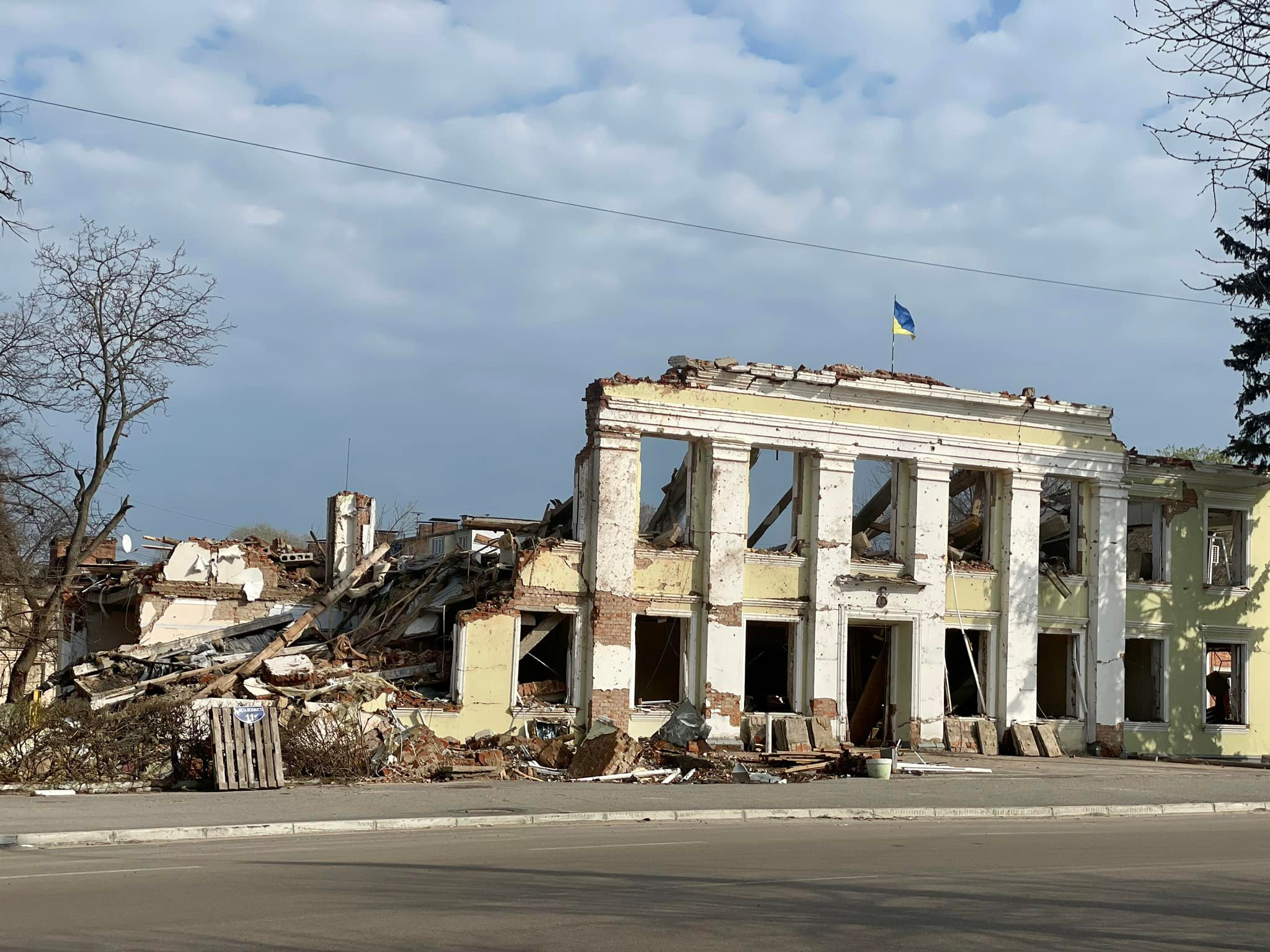
Conselho da cidade de Okhtyrka após a batalha.

Batalha de Okhtyrka é um confronto militar em andamento que começou no dia 24 de fevereiro de 2022 devido à invasão da Ucrânia pela Rússia. Okhtyrka, localizada no Oblast de Sumy, é uma cidade de médio porte que está localizada a menos de 50 quilômetros da fronteira com a Rússia.

## Batalha
Em 24 de fevereiro, forças de invasão russas adentraram o Oblast de Sumy. Tais forças não foram capazes de tomar Okhtyrka, então partiram e deixaram alguns tanques e equipamentos para trás. Contudo, no dia seguinte, mísseis disparados de um BM-27 Uragan atingiram uma pré-escola na cidade, matando uma criança e dois adultos. Alega-se que esses mísseis são bombas de fragmentação - explosivos que a Anistia Internacional condena como dignos de crime de guerra. Também foi reportado que as forças russas atiraram em um ônibus civil.
Em 27 de fevereiro, forças ucranianas destruíram tanques russos tentando capturar Trostianets, uma cidade próxima. De acordo com o governador do oblast, Dmytro Zhyvytskyi, seis pessoas, incluindo uma garota de sete anos, foram mortas em Okhtyrka durante esse dia da batalha.
No dia seguinte, forças russas bombardearam e destruíram um depósito de petróleo. O prefeito de Okhtyrka alegou que uma bomba termobárica foi utilizada, o que, caso seja confirmado, pode constituir um crime de guerra de acordo com Jen Psaki - Secretária de Imprensa da Casa Branca.
Em 1 de março, mais de 70 soldados ucranianos foram mortos após forças russas bombardearem uma base militar em Okhtyrka, de acordo com Dmytro Zhyvytskyi.
Em 3 de março, Zhyvytskyi afirmou que um ataque aéreo russo contra a usina local combinada de calor e energia cortou o suprimento de energia e aquecimento para a região.
No início da manhã de 10 de março, Zhyvytskyi afirmou que Okhtyrka estava sendo constantemente bombardeada, destruindo a infraestrutura da cidade, incluindo o sistema de esgoto e a rede de abastecimento de água.
Em 14 de março, Pavlo Kuzmenko, o prefeito de Okhtyrka, afirmou que três civis foram mortos num ataque aéreo russo em uma área residencial.
Em 26 de março, as forças russas se retiraram de Okhtyrka.